# Мохини
Мо́хини (санскр.: मोहिनी, IAST: Mohinī) — в индуизме прекрасная обольстительная женщина, героиня мифов, легенд и преданий. Согласно одному из них, бог Вишну принял облик Мохини, когда во время пахтания молочного океана появился напиток бессмертия «амрита», и унёс его. По другой версии, изложенной в «Махабхарате», асуры были так пленены красотой и очарованием Мохини, что сами отдали ей амриту. В одном из шиваитских мифов повествуется о том, что Мохини обольстила бога Шиву, вынудив его признать всемогущество Вишну.
В вайшнавизме Мохини почитается как одно из двадцати пяти воплощений Вишну. В мифологии Мохини является богиней и единственной женщиной — аватарой Вишну. В историях она нередко представляется как воплощение иллюзии, волшебница и роковая женщина, которая своей красотой вводит в заблуждение.
Образ Мохини популярен в индийской культуре, однако как религиозный культ он получил распространение преимущественно в Западной Индии. Мохини посвящены храмы, её нередко представляют как Махаласу, супругу Кхандобы, одного из воплощений Шивы. Смешение культов Мохини и Шивы связано с тем, что предания приписывают им общего сына, Айяппу.

## Этимология
Имя Мохини происходит от корня санскритского глагола «моха» (moha), что означает очаровывать, смущать или обольщать. В буквальном переводе Мохини означает «воплощение заблуждения». В народности байга в Центральной Индии словом мохини называют эротическую магию или любовное заклинание. В культурной традиции Индии имя отождествляется с женскими качествами — внешней красотой и очарованием.

## Оригинальный миф
Самое первое упоминание о чудесной женщине появляется в эпосе «Махабхарата», датируемом V веком до н. э. Вишну принял облик Мохини, чтобы забрать у асуров (демонов) амриту, появившуюся в ходе пахтания молочного океана. Обольщенные асуры пленились красотой Мохини и сами отдали ей амриту. В результате боги получили бессмертие, а асуры его лишились:

Затем поднялся бог Дханвантари во плоти, неся белый сосуд, где находилась амрита. При виде такого необычайного чуда поднялся из-за амриты великий шум среди данавов. Каждый из них вопил: «Это мое!». Тогда властитель Нараяна при помощи майи принял вид дивной, очаровательной женщины и подошёл к данавам. И тогда данавы и дайтьи все, очарованные ею, потеряли рассудок и отдали той женщине амриту.
— Махабхарата, Адипарва, глава XVI
В другом эпосе «Рамаяне», датируемом IV веком до н. э., кратко рассказывается та же история Мохини в главе «Бала Канда» о детстве Рамы:

О Рама, появление амриты привело к разрушению всего рода, потому что сыны Адити начали сражаться за него с сыновьями Дити. Асуры вступили в союз с ракшасами, развязав страшную войну, в которой приняли участие воины всех трех миров. После того, как они истребили друг друга, Вишну, наделенный великим могуществом, силой магической Майи принял облик Мохини, наипрекраснейшей из женщин, которая поспешно схватила сосуд с амритой. Все, кто противостоял Вишну, непобедимому и верховному Пуруше, пал в битве, сраженный его силой. Храбрые сыновья Дити убили сыновей Адити в этой ужасной битве между двумя семьями — даитов и богов. Сразив сынов Дити, Пурандара стал счастливо править миром с помощью риши и небесных певцов.
— Рамаяна. Книга I. Детство.
Та же самая история появляется в «Вишну-пуране» четыре столетия спустя:

Затем, о дваждырожденный, наделенные великой доблестью дайтьи завладели чашей с нектаром бессмертия, которая была в руке у Дханвантари. Тогда Владыка Вишну принял образ женщины, ввел данавов в заблуждение при помощи майи, взял у них (чашу) и отдал её богам.
— Вишну-пурана, Книга I, Глава IX
В ходе развития мифа образ Мохини претерпел заметные изменения. В первоначальной истории Мохини упоминается просто как очаровательный женский облик, который принял Вишну. В более поздних версиях мифа Мохини представляется как майя, то есть иллюзия, сознательно созданная Вишну. Ещё позднее Мохини становится воплощением Вишну, то есть персонифицированным божеством, наделённым священными качествами. В «Бхагавата-пуране», датируемой X веком, Мохини уже отождествляется с аватарой Вишну. Обожествление Мохини способствовало её популяризации. Легенда о Мохини неоднократно пересказывалась, редактировалась и расширялась. В частности, история с некоторыми вариациями изложена в «Падма-пуране» и «Брахманда-пуране». В отдельных регионах Индии распространены сказки о Вишну и его земных приключениях в образе Мохини.
Храмовые изображения Мохини
|                                                            |                                                                                   |                                                       |                                                                         |
| Статуя Мохини, Карнатака, XI век. Национальный музей Дели. | Каменное изваяние Мохини в храме Халебид, бывшей столице империи Хойсала, XII век | Скульптура Мохини в Храме Ченнакешава. Белур, XII век | Мохини держит сосуд с амритой в Храме Айраватешвара. Дарасурам, XII век |

## Демоноборческий образ Мохини

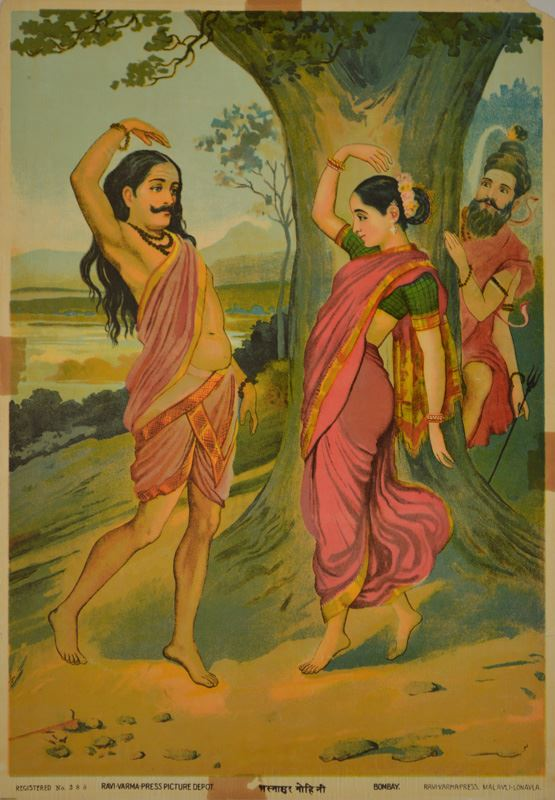
Бхасмасура танцует с Мохини, постер Рави Варма, конец XIX века

В индуизме Мохини и сила её иллюзии играют демоноборческую роль. В одной из историй Мохини побеждает демона Бхасмасуру. Тот, желая обрести магические силы, взывает к богу Шиву, совершая суровые аскезы. Шива, довольный Бхасмасурой, дарует ему силу превращать любого в пепел, касаясь рукой его головы. Демон решает испытать свою силу на самом Шиве. Вишну для восстановления порядка становится Мохини и очаровывает Бхасмасуру. Тот настолько увлечён красавицей, что просит Мохини выйти за него замуж. Мохини соглашается при условии, что Бхасмасура станцует с ней и будет повторять все её движения. Во время танца она кладёт свою руку себе на голову. Бхасмасура бессознательно повторяет её движение и обращает себя в пепел.
История о Бхасмасуре пересказана в буддийском тексте «Сатара Девала Деви Пувата» (Satara Dewala Devi Puvata) с небольшим изменением. В предании Вишну принимает женский облик, имя которого не упоминается. Чаровница просит о клятве верности, чтобы демон символически положил свою руку себе на голову. После чего, как и в индуистской истории, демон превращает себя в пепел. Пересказ истории содержится в мифе о рождении Айяппы, где Мохини заставляет демона Сурпанака сжечь самого себя дотла.
В «Рамакиене», тайской версии Рамаяны, датируемой IV веком до н. э., история Мохини описана в прелюдии к основному сюжету эпоса. Демон Нонток злоупотребляет божественным оружием, подаренным ему богом Шивой. Вишну в облике Мохини очаровывает Нонтока, а затем нападает на него. В последние минуты жизни демон обвиняет Вишну в нечестной игре. В ответ Вишну говорит ему, что в своём следующем рождении Нонток будет десятиглавым демоном Раваной, а Вишну станет Рамой.
В поздней «Ганеша-пуране», которая, как считается, написана в 900—1400 годах, повествуется о царе демонов Вирочане. Он обладает магической короной бога Солнца, Сурьи. Корона защищает демона от недругов и делает его непобедимым. Вишну в образе Мохини очаровывает Вирочану и крадёт его бесценное сокровище. Демон оказывается без защиты, после чего Вишну лишает его жизни.
Другая южноиндийская легенда рассказывает о Кришне. Демон Арака стал неуязвимым, поскольку никогда не видел женщину и был предельно целомудрен. Кришна принимает образ прекрасной Мохини и выходит замуж за Арака. Спустя три дня брачных уз Арака теряет целомудрие вместе со своей непобедимостью. Кришна возвращается в свой обычный образ и в поединке убивает демона.

## Мохини и Шива

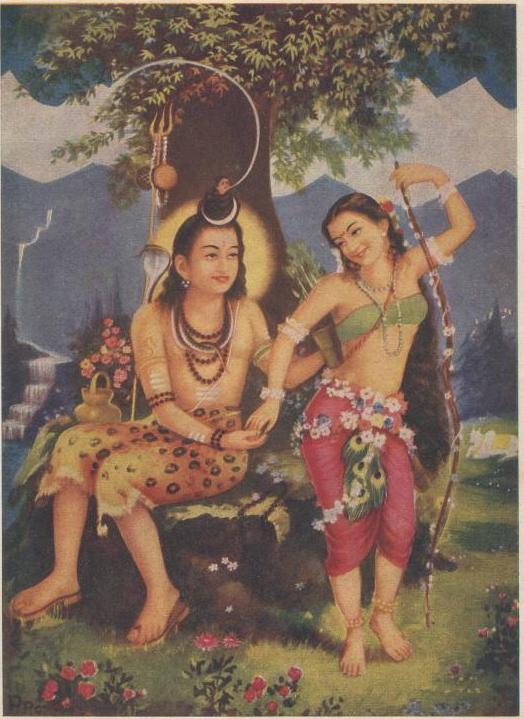
Вишну-Мохини и Шива. Постер, Индия, 1940-е годы

Пуранические истории связывают вместе две противоположности: благостного домохозяина Вишну и сурового аскета Шиву. Вишну представлен иллюзией обмана, а Шива энергией, которая вовлекается в иллюзию. Особенно истории о Мохини и Шиве популярны в южноиндийской традиции. В южной версии «Бхагавата-пураны», после того как Вишну обманывает демонов в женском образе, Шива лицезрит Мохини. Он теряет рассудок и устремляется за ней, горя желанием. Его супруга Парвати с удивлением и досадой взирает на то, как Шива словно безумный бежит за очаровательным образом. Шива и Мохини предаются любви, в результате которой на свет появляется их общий сын, Айяппа. Вишну, вернувшись в свой привычный облик, отмечает, насколько трудно справляться с земными чувствами и провозглашает, что майя (иллюзия) составит половину качественного аспекта Ардханари — андрогинной объединённой формы Шивы-Парвати. После чего Шива признаёт и превозносит мудрость и всемогущество Вишну.
Средневековый текст «Трипура-рахасья», представляющий собой наставление об адвайте, пересказывает ту же историю, придавая большее значение Деви (богине). Шива снова жаждет увидеть образ Мохини. Однако Вишну опасается, что Шива может сжечь его своим третьим огненным глазом, как он уже сделал с божеством Камой. Вишну молится богине Трипурасундари, прекраснейшей во всех трёх мирах. Богиня одаривает Вишну половиной своей красоты, что приводит к порождению Мохини. Когда Шива касается Мохини, энергия из третьего глаза покидает его, что означает потерю заслуг, полученных за счёт предыдущих аскез.

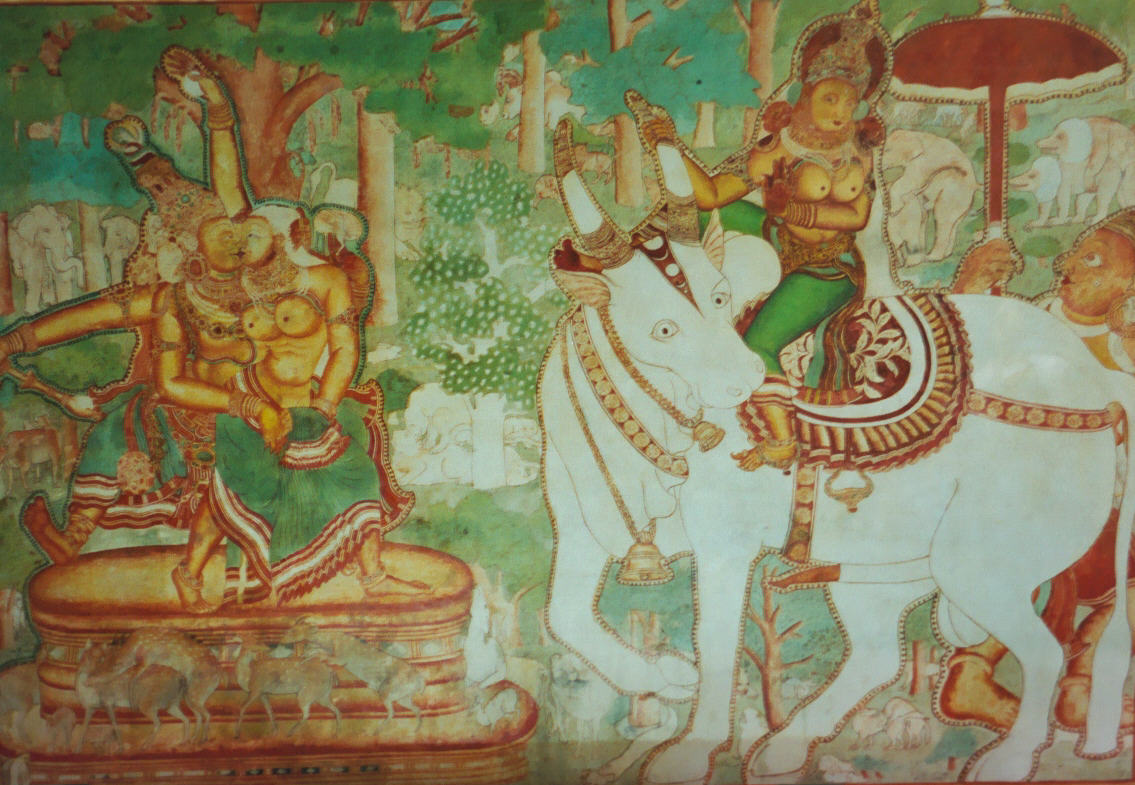
Парвати застаёт вместе Шиву и Мохини. Фреска Дворца Маттанчерри (Кочи), 1555 год

В «Брахманда-пуране» изложена ещё история о Мохини и Шиве. Странствующий мудрец Нарада повествует Шиве о необыкновенном образе Мохини-Вишну, который вводит в заблуждение демонов. Шива не верит ему и они вместе с супругой Парвати отправляются к Вишну. Шива просит его вновь принять образ Мохини, чтобы он мог сам убедиться в чудесном преобразовании. Вишну медитирует на великую богиню Шри Лалиту-Махатрипурасундари и обращается в Мохини. Шива обнимает Мохини, семя выделяется из его глаз и падает на землю. Из него рождается божество Маха-Шаста («Великий учитель», Maha-Shasta, одно из имён Айяппы). Мохини исчезает, а Шива с Парвати возвращаются в свою обитель.
Истории о Мохини и Шиве существуют в различных версиях. Однако их объединяет лила-игра божественных сил. Взаимодействие между Мохини и Шивой ведёт к рождению божества, объединяющего их качества. В случае с Айяппой ребёнок появляется на свет для последующей победы над демоницей в облике Махишасури (сестры Махишасура). В целом дитя Мохини и Шивы отождествляется с двумя региональными божествами: Айяппа (Керала) и Аянар (Тамилнад). В ряде традиций он ассоциируется с классическими богами Скандой и Хануманом. Айяппа, который может упоминаться как Харихарапутра (Hariharaputra) — «сын Вишну (Хари) и Шивы (Хара)». Однако одна из версий истории гласит, что Айяппа не родился, а возник из энергии Шивы, которая выходит наружу, когда тот обнимает Мохини.
В «Агни-пуране» красота Мохини силами Шивы творит целый ряд чудес. Когда очарованный Шива следует за Мохини, энергия капает из его глаз на землю. Из капель появляются лингамы, символы божественной производящей силы. Из его энергии также возникает бог обезьян Хануман, который в последующем помогает Раме в борьбе против Раваны. В «Шива-пуране» Шива извергает семя только под одним взглядом Мохини. Его собирают и вливают в ухо Аньяны, которая порождает Ханумана, воплощение Шивы в животном мире. Происхождение Ханумана от Мохини характерно как для тайской, так и для малайзийской версий «Рамаяны». Хотя Хануман формально происходит от семени Шивы, он почитается как общий сын Вишну и Шивы.
|                                                                                |                                                       |                                        |                                                         |                                                    |
| Ардханари, андрогинная форма Шивы-Парвати. Терувенгаду, династия Чола, XI век. | Айяппа, сын Мохини и Шивы. Современное представление. | Изображение Шанкара-Нараяна (Харихара) | Шива в эротическом облике Бхикшатана, храмовый барельеф | Храм Калугашаламурти (Тамилнад) с мурти Вишну-Шивы |

В «Сканда-пуране» Мохини и Шива объединяются для создания иллюзии. Группа мудрецов совершает ритуалы в лесу и начинает воспринимать себя богами. Чтобы вернуть их смирение, Шива принимает образ привлекательного молодого человека Бхикшатана (Bhikshatana), а Вишну становится его супругой Мохини. Мудрецы влюбляются в Мохини, а их жёны — в Шиву. Когда очарованная группа приходит в себя, они совершают ритуал чёрной магии, от которого на свет появляются змея, лев, слон (или тигр) и демон-карлик. Все магические существа оказываются под контролем Шивы. Тот танцует, стоя на карлике, и принимает образ космического танцора Натараджи.
Другая легенда из «Линга-пураны» гласит, что слияние в любви Шивы и Мохини привело к объединению их в одном теле. В результате возникло андрогинное божество Харихара, чья правая сторона тела представлена Шивой, а левая — Вишну. Его культ поддерживается в Храме Калугашаламурти (Kalugumalai Murugan Kovil, 9°08′57″ с. ш. 77°42′03″ в. д.) в Калугумалаи (Тамилнад), посвящённом Муругану. Считается, что храм, построенный в стиле дравида, был расширен в XVIII веке за счёт изваяний, найденных в округе. В храме сохранилось одно из редких изображений Шанкара-Нараяна. Божество подобно Ардханари, тело которого образуют Шива и Парвати. Однако у божества в Калугумалаи женская сторона представляет Мохини, благодаря чему оно символизирует союз Шивы и Мохини. Влияние традиций шиваизма на истории о Мохини привело к развитию сложных иконографических образов, а также смешанным культам Мохини-Шива.

## Поклонение Мохини
Культ Мохини популярен в нескольких регионах Индии. Поклонение носит смешанный характер, поскольку тесно переплетено с традициями шиваизма. Мохини почитается как «кула-деви» (семейная богиня) среди жителей Западной и Южной Индии. Богине поклоняются брахманы Гауда-Сарасвата, брахманы Кархада, а также брахманы Дайвадня и Бхандари. В Гоа Мохини известна как Махаласа или Махаласа-Нараяни (Mahalasa Narayani). Её крупный храм Шри Махаласа-Нараяни (Shree Mahalasa Narayani Mandir, 15°26′36″ с. ш. 73°57′01″ в. д.) находится в Мардоле (Гоа). Кроме того, храмы Махаласа распространены в Карнатаке, Керале, Махараштре и Гуджарате. Образ Махаласы имеет четыре руки, в которых она держит тришулу (трезубец), меч, отрубленную голову и миску. Ноги богини попирают поверженное мужское тело или демона. Тигр или лев лижет кровь, капающую с отрубленной головы. Образ Махаласы во многом пересекается с богиней Кали, имеющей схожие атрибуты. Несмотря на очевидные смешанные признаки, брахманы Гауда-Сарасвата, а также вайшнавы из Гоа и Южной Канары отождествляют Махаласу с Мохини. Они называют её «Нараяни» и «Раху-матхани» (Rahu-matthani), то есть убийцей демона Раху — история которого известна по «Бхавишья-пуране».
Махаласу считают супругой Кхандобы (Khandoba), местного воплощения Шивы. В качестве супруги Кхандобы главный храм Махаласы расположен в Невасе (Махараштра). Храм посвящён Мохинирадж (Mohiniraj Temple, 19°33′06″ с. ш. 74°55′33″ в. д.), четырёхрукой богине. Кроме того, Махаласу иногда изображают с двумя руками в сопровождении мужа Кхандобы верхом на лошади или рядом с ним.
|                       |                                                             |                                     |                                                                       |                                               |
| Мурти Махаласа-Мохини | Кхандоба и Махаласа верхом на одном коне уничтожают демонов | Храм Махаласа-Нараяни, Мардол (Гоа) | Шествие богини в планкине вокруг Храма Махаласа-Нараяни, Мардол (Гоа) | Богиня Кали — близкая «родственница» Махаласы |

Мохини почитается в храме Джаган-Мохини-Кешава (Sri Jaganmohini Kesava Swami Temple, 16°46′47″ с. ш. 81°47′53″ в. д.) в Райали (Андхра-Прадеш). Главное мурти из чёрного камня, как считается, было обнаружено местным раджей из династии Чола в XI веке, укрытое под землёй. На том месте в последующем возник храм. Образ представлен мужчиной (Вишну-Кешава) спереди и женщиной (Джаган-Мохини) сзади. Богиня почитается как «та, которая вводит в заблуждение мир». В местных пуранах говорится, что когда Мохини преследовал Шива, цветок с её волос упал на землю. Вокруг того места вырос город Райали, ставший культовым центром поклонения Мохини.
Мохини почитают в знаменитом храме Венкатешвары на горах Тирумалы. На пятый день праздника «Брахмотсава», в ходе которого отмечается свадьба Вишну и Лакшми, божество Венкатешвара одевается как Мохини. Его образ участвует в парадной процессии вокруг храма. Считается, что «Мохини-аватара» служит как для благословения вайшнавов, так и для уничтожения зла. На время шествия божество одевают в пышные наряды и драгоценности.
|                           |                                    |                                      |                                                           |
| Храм Джаган-Мохини-Кешава | Гопурам Храма Джаган-Мохини-Кешава | Каменное изображение Вишну в Мардоле | Свадебная процессия Вишну и Лакшми во время «Брахмотсава» |

## Культурно-религиозное значение

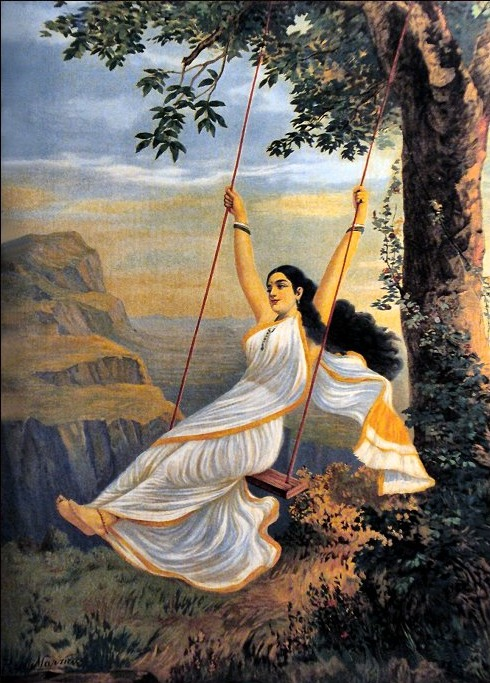
Мохини на качелях, Постер Рави Варма, начало XX века.

Вишну принимает самые разные формы: царя (Рамы), пастуха (Гопала-Кришны), воина (Парашурамы), вепря (Варахи) и даже чаровницы по имени Мохини. В женском облике он искушает богов, демонов и мудрецов. Вишну вступает в отношения с Шивой и рожает общего с ним сына, Айяппу. Таким образом, Бог изначально представляемый в мужском образе, превращается в женщину ради одной цели — сохранение мирового порядка. История Мохини примечательна во многих отношениях. Бог не связан мужским началом, что принято в монотеистических религиях, а деторождение не ограничено женщинами. Божественность проявляется в очаровании, чувственности и удовольствиях. В отличие от Лакшми, Мохини далеко не скромна, она — артистка и танцовщица, привлекающая к себе сонм почитателей. Когда европейцы приехали в Индию, они приняли женственность Мохини за восточный разврат.
Однако за обликом Мохини скрывается философский смысл. Она — внешняя иллюзия, привлекающая своей красотой и очарованием. В отличие от близкого божества, Камы (сына Вишну и Лакшми), Мохини не воплощает собой такие качества как любовь или страсть. Мохини — обман, уловка, на которую попадаются демонические силы и которая ведёт их, в конечном счёте, к гибели. Тот, кто очаровывается Мохини, остаётся в ловушке материального мира. Осознающие природу Мохини, то есть Вишну, достигают освобождения.
Для западного зрителя поведение Вишну-Мохини может казаться признаком гомосексуальности. Действительно, каста неприкасаемых в Индии, называемая «хиджра», куда входят представители «третьего пола», считают Кришну-Мохини транссексуальным божеством. Однако в пураническом описании Мохини не представляет собой внутреннюю природу Вишну. Женственность и привлекательность Мохини олицетворяет красоту земной реальности, созданной божественной волей Вишну. Соблазнение Шивы со стороны Мохини представляет собой попытку вовлечь аскетического бога в земной мир. Из всех божеств только Вишну обладает уникальной способностью «очаровывать» Шиву. В то же время Мохини не имеет самостоятельного значения. Как иллюзия она существует только ограниченное время и обращается обратно в Вишну после достижения своей цели.

Танец играет символическую роль в истории Мохини. Полубогиня Апсара танцует ради чьего-либо удовольствия, Шива танцует только для себя, а Вишну-Кришна танцует для всех, так же как каждый танцует для него. Вишну в роли Мохини танцует или чтобы связать людей вместе (Кришна-Гопи), или чтобы победить врага. Мохини занимает важное место в театрально-танцевальных постановках Якшагана и Катхакали. В Керале, где распространён культ сына Мохини-Шивы, Айяппы, популярен «Мохини-Аттам» или «танец очаровывания». Его иногда считают самостоятельным стилем индийского классического танца, которому присущи мягкость движений. В отличие от Катхакали, где все роли исполняют мужчины, Мохини-Аттам предназначается только для женщин. Происхождение стиля неизвестно, пик его популярности в Индии приходился на 1850-е годы. Однако в связи с тем, что его приписывали женщинам лёгкого поведения, британские колониальные власти запретили формы «непристойного танца или театра». В 1950-х годах «Мохини-Аттам» пережил второе рождение. В Южной Индии его часто задействуют в театральных постановках для иллюстрации пуранических историй. В частности, отдельная постановка существует по сюжету «Мохини-Бхасмасура». Танцы исполняются в праздничные дни в стенах храмовых комплексов.
Танцевальный стиль «Мохини-Аттам»
|  |  |  |  |  |  |  |  |